# Luksemburg na Zimowych Igrzyskach Olimpijskich 1994
Reprezentacja Luksemburga na Zimowych Igrzyskach Olimpijskich 1994 w norweskim Lillehammer liczyła jednego zawodnika. Był nim narciarz alpejski – Marc Girardelli. Był to piąty w historii start reprezentacji Luksemburga na zimowych igrzyskach olimpijskich.

## Wyniki

### Narciarstwo alpejskie

#### Zjazd
| Zawodnik        | Przejazd 1 | Przejazd 2 | Razem   | Miejsce | Źródło |
| --------------- | ---------- | ---------- | ------- | ------- | ------ |
| Marc Girardelli | -          | -          | 1:46,09 | 5.      | [ 1 ]  |

#### Supergigant
| Zawodnik        | Przejazd 1 | Przejazd 2 | Razem   | Miejsce | Źródło |
| --------------- | ---------- | ---------- | ------- | ------- | ------ |
| Marc Girardelli | -          | -          | 1:33,07 | 4.      | [ 2 ]  |

#### Slalom gigant
| Zawodnik        | Przejazd 1 | Przejazd 2 | Razem | Miejsce | Źródło |
| --------------- | ---------- | ---------- | ----- | ------- | ------ |
| Marc Girardelli | DNF        | -          | -     | -       | [ 3 ]  |

#### Slalom
| Zawodnik        | Przejazd 1 | Przejazd 2 | Razem | Miejsce | Źródło |
| --------------- | ---------- | ---------- | ----- | ------- | ------ |
| Marc Girardelli | DSQ        | -          | -     | -       | [ 4 ]  |

#### Kombinacja
| Zawodnik        | Zjazd   | Slalom 1 | Slalom 2 | Razem   | Miejsce | Źródło |
| --------------- | ------- | -------- | -------- | ------- | ------- | ------ |
| Marc Girardelli | 1:37,61 | 53,35    | 49,51    | 3:20,47 | 9.      | [ 5 ]  |